# Cobble Hill
Cobble Hill är en ort i Kanada.   Den ligger i provinsen British Columbia, i den sydvästra delen av landet, 3 600 km väster om huvudstaden Ottawa. Cobble Hill ligger 91 meter över havet och antalet invånare är 1 775.
Terrängen runt Cobble Hill är kuperad västerut, men österut är den platt. Närmaste större samhälle är North Cowichan, 18,6 km norr om Cobble Hill. 
I omgivningarna runt Cobble Hill växer i huvudsak blandskog. Runt Cobble Hill är det ganska glesbefolkat, med 38 invånare per kvadratkilometer.